# Anthony Powell
Anthony Dymoke Powell (Londen, 21 december 1905 - Frome, Somerset, 28 maart 2000) was een Britse schrijver en literatuurcriticus.
De uitspraak van de achternaam klinkt als "Pool".

## Leven en werk
Powell bracht als zoon van een beroepsofficier zijn jeugd door op tal van plaatsen over de wereld waar zijn vader gestationeerd was. Hij studeerde vervolgens aan Eton College en aan de Universiteit van Oxford (Balliol College), om daarna negen jaar voor een uitgeverij te werken.

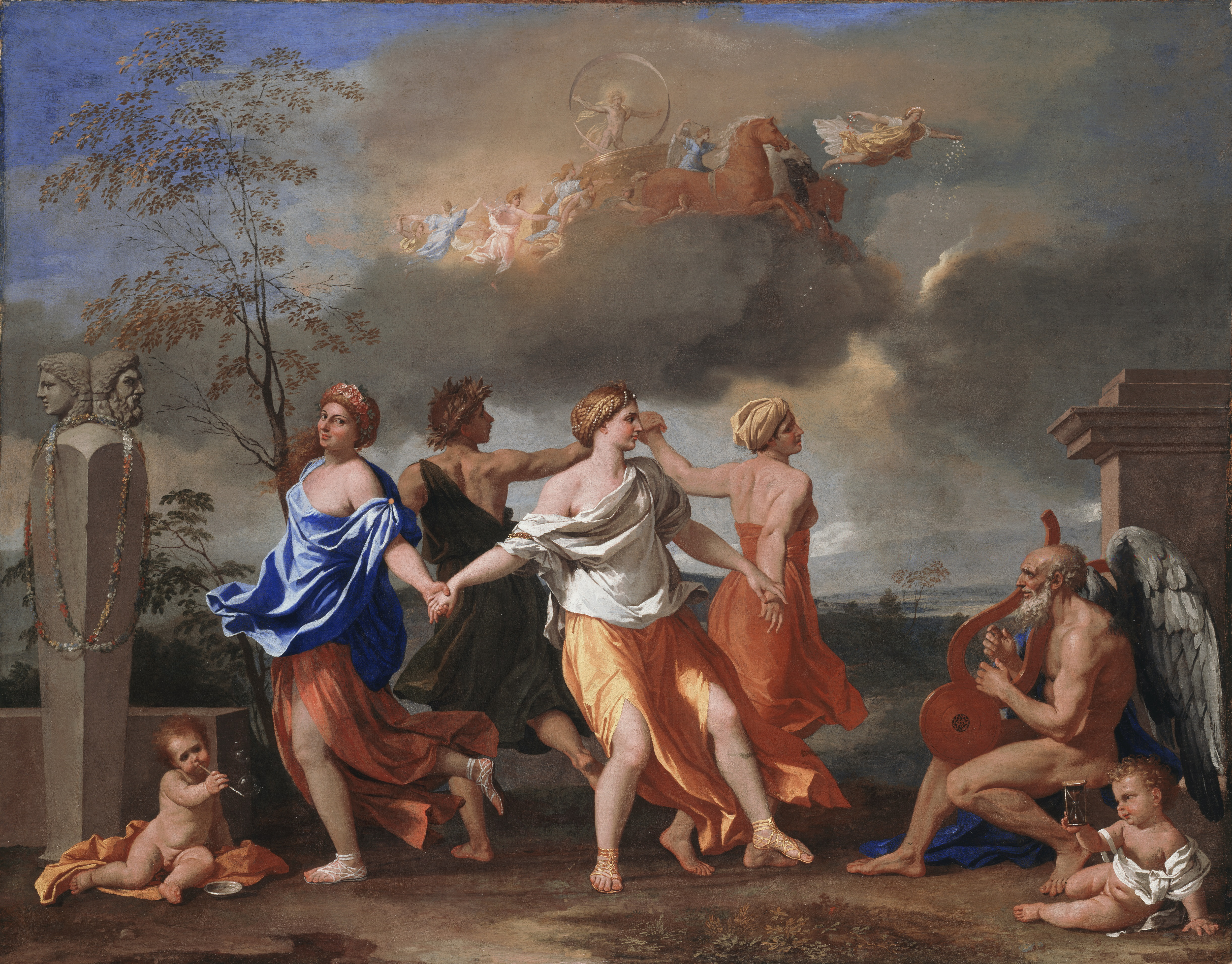
De Dans van de Tijd, schilderij van Poussin waarop Powell de titel van zijn romancyclus baseerde

In 1931 publiceerde Powell zijn eerste roman: het ironisch-satirische Afternoon Men, gesitueerd in de Londense ‘Bohème’. Daarna volgden in de jaren dertig nog enkele romans in dezelfde stijl. Powell werkte ondertussen in de journalistiek en bij tijd en wijle als scenarioschrijver. Tijdens de Tweede Wereldoorlog werkte hij voor de militaire inlichtingendienst.
Na de oorlog begon Powell aan een lange reeks romans, samengebracht onder de titel A Dance to the Music of Time (1951-1975), met welke hij zijn reputatie als schrijver vestigde. Het is een 12-delige cyclus opgebouwd rondom Powells alter ego 'Nicholas Jenkins', die ook als verteller fungeert. In structureel opzicht doet het werk sterk denken aan de in dezelfde periode verschijnende romancycli van C.P. Snow en Olivia Manning. De titel is gebaseerd op een schilderij van Nicolas Poussin en suggereert connecties met À la recherche du temps perdu van Proust. Tezamen geven de romans een weids doch tegelijkertijd selectief tijdsbeeld met een groot scala aan personages, veelal maatschappelijke figuren uit de sociale bovenlaag, in een veranderende, afbrokkelende wereld. Dit alles gezien door de ogen van Jenkins, zelf een schrijver met dezelfde maatschappelijke achtergrond als Powell, evenals deze getrouwd met iemand met een maatschappelijke titel.
Na het voltooien van de Music of Time-cyclus, in 1975, schreef Powell nog uitgebreide memoires en publiceerde hij zijn dagboeken. Ook schreef hij tot op hoge leeftijd tal van literaire kritieken voor Times Literary Supplement, Punch en de Daily Telegraph.

## Trivia
- A Dance to the Music of Time staat met zijn 2400 bladzijden te boek als een der dikste romans uit de wereldliteratuur.
- De eerste vier delen van A Dance to the Music of Time werden in de jaren tachtig in het Nederlands vertaald door Auke Leistra en werden in 2000-2001 nog herdrukt bij Uitgeverij De Prom. De acht volgende delen werden niet vertaald.
- A Dance to the Music of Time werd in 1999 opgenomen in Modern Library’s lijst van 100 beste Engelstalige romans uit de twintigste eeuw.

### A Dance to the Music of Time
- A Question of Upbringing - (1951); Nederlands: Een kwestie van opvoeding
- A Buyer's Market - (1952); Nederlands: Lente. Een kopersmarkt
- The Acceptance World - (1955); Nederlands: De acceptatiewereld
- At Lady Molly's - (1957); Nederlands: Bij Lady Molly
- Casanova's Chinese Restaurant - (1960)
- The Kindly Ones - (1962)
- The Valley of Bones - (1964)
- The Soldier's Art - (1966)
- The Military Philosophers - (1968)
- Books Do Furnish a Room - (1971)
- Temporary Kings - (1973)
- Hearing Secret Harmonies - (1975)

### Romans, theater en ander werk
- The Barnard Letters - (1928)
- Afternoon Men - (1931)
- Venusberg - (1932)
- From a View to a Death - (1933)
- „The Watr'y Glade“, in The Old School: Essays by Divers Hands, ed. Graham Greene, 1934
- Agents and Patients - (1936)
- What's Become of Waring - (1939)
- John Aubrey and His Friends - (1948)
- Zwei Stücke: The Garden God, The Rest I'll Whistle - (1971)
- O, How the Wheel Becomes It! - (1983)
- The Fisher King - (1986)

### Memoires
- To Keep the Ball Rolling
  - 'vol. 1, Infants of the Spring - (1976)
  - vol. 2, Messengers of Day - (1978)
  - vol. 3, Faces in My Time - (1980)
  - vol. 4, The Strangers All are Gone - (1982)

### Dagboeken
- Journals 1982–1986 – (1995)
- Journals 1987–1989 – (1996)
- Journals 1990–1992 – (1997)